# Liste der Baudenkmäler in Lengerich (Westfalen)
Die Liste der Baudenkmäler in Lengerich (Westfalen) enthält die denkmalgeschützten Bauwerke auf dem Gebiet der Stadt Lengerich im Kreis Steinfurt in Nordrhein-Westfalen (Stand: April 2021). Diese Baudenkmäler sind in der Denkmalliste der Stadt Lengerich eingetragen; Grundlage für die Aufnahme ist das Denkmalschutzgesetz Nordrhein-Westfalen (DSchG NRW).

| Bild                             | Bezeichnung                                                               | Lage                                                               | Beschreibung | Bauzeit                 | Eingetragen seit | Denkmal- nummer |
| -------------------------------- | ------------------------------------------------------------------------- | ------------------------------------------------------------------ | --- | ----------------------- | ---------------- | --------------- |
| Alte Mühle                       | Alte Mühle                                                                | Lengerich Vortlager Damm 6 Karte                                   | ehem. Wassermühle als Fachwerkgebäude, gehörend zur Gesamtanlage des ehem. Gutes „Vortlage“ | 1782                    | 25.02.1983       | 1               |
| weitere Bilder                   | Römer                                                                     | Lengerich Rathausplatz 4 Karte                                     | ehem. Kirchhofstor, später Legge, jetzt Römer, einfaches Torhaus aus Werkstein, Bauzeit 15. Jahrhundert | 15. Jahrhundert         | 21.02.1983       | 2               |
| Börse                            | Börse                                                                     | Lengerich Bergstraße 6 Karte                                       | stattliches Fachwerkgiebelhaus mit rückwärtigem Fachwerkanbau, Giebelschild aus Konsolhölzern, Inschrift 1760 |                         | 25.02.1983       | 3               |
| weitere Bilder                   | Haus Oppermann                                                            | Lengerich Bahnhofstraße 43 Karte                                   | behäbiges Traufenhaus, Werksteinsockel, Gewände u. Eckquader, Obergeschoss u. Seitenwände verputztes Fachwerk, Okulusfenster |                         | 25.02.1983       | 4               |
| weitere Bilder                   | Westfälischer Hof „Haus Nietiet“                                          | Lengerich Rathausplatz 10 Karte                                    | stattl. Fachwerkgiebelhaus, Hauptgiebel mit alten Schiebefenstern, prachtvolle Konsolhölzer, barocke Haustür |                         | 15.04.1983       | 5               |
| weitere Bilder                   | Kötterhaus Lengerich-Hohne                                                | Lengerich Sudenfelder Straße 65 Karte                              | als Fachwerkgebäude im Jahr 1786 erbaut, ein typisches der Landschaft entsprechend errichtetes Kötterhaus | 1786                    | 30.08.1983       | 6               |
| weitere Bilder                   | Hof Ehmann                                                                | Lengerich Warendorfer Straße 11 Karte                              | stattl. Vierständerhaus, im Jahr 1710 erbaut, mit prachtvollem Fachwerkgiebel, horizontal gegliederter Fachwerkgiebel | 1710                    | 30.08.1983       | 7               |
| Wohnhaus                         | Wohnhaus                                                                  | Lengerich Bergstraße 10 Karte                                      | stattl. Fachwerkgiebelhaus, Seitenfront u. am Rückgiebel große Schiebefenster, erbaut 18. Jh. | 18. Jahrhundert         | 19.12.1983       | 8               |
| weitere Bilder                   | Geschäftshaus                                                             | Lengerich Bahnhofstraße 8 Karte                                    | im 17. u. 18. Jh. erbautes Giebelhaus mit Zwischenstock. Im südlichen Bereich alter Teil mit reichen Konsolhölzern | 17. und 18. Jahrhundert | 19.12.1983       | 9               |
| Altes Stellwerk „Lengerich Nord“ | Altes Stellwerk „Lengerich Nord“                                          | Lengerich Lienener Straße 56 Karte                                 | techn. u. architektonisch ein Denkmal der Verkehrsgeschichte - Eisenbahn - |                         | 04.11.1983       | 10              |
| weitere Bilder                   | Doppelkotten                                                              | Lengerich Kuhdamm 12 Karte                                         | Längsdeelen in Traufenstellung, einseitig mit Kübbung, Giebeldreiecke verbrettert, quadratisch Putzflächen |                         | 14.08.1984       | 11              |
| Kötterhaus                       | Kötterhaus                                                                | Lengerich Arelmanns Weg 22 Karte                                   | Fachwerkkotten aus dem 18. Jh., Zweiständerhaus als typisches armes Kötterhaus | 18. Jahrhundert         | 19.11.1984       | 12              |
| Hofanlage                        | Hofanlage                                                                 | Lengerich Münsterstraße 43 Karte                                   | gesamte Hofanlage, bestehend aus dem Haupthaus, der Scheune u. einem Schuppen, erbaut Juli 1668 | 1668                    | 30.05.1985       | 13              |
| weitere Bilder                   | Ev. Pfarrkirche Lengerich-Stadt                                           | Lengerich Kirchplatz / Altstadt 2 Karte                            | ehem. Besitz der Abtei Herford, ca. 1147, spätgotische Hallenkirche, Westturm mit polygonalem Portal |                         | 20.06.1986       | 14              |
| weitere Bilder                   | Ev. Kirche Lengerich-Hohne                                                | Lengerich Lienener Straße 109 Karte                                | Bruchsteinbau mit mächtiger Turmanlage, plastischer Wandgliederung durch den Rundbogenfries, 1924 Erweiterung |                         | 20.06.1986       | 15              |
| weitere Bilder                   | Kath. Pfarrkirche St. Margareta                                           | Lengerich Bahnhofstraße 111 Karte                                  | erbaut 1926 bis 1928 in neubarocker Form, Zwiebelturmform | 1926 bis 1928           | 20.06.1986       | 16              |
| weitere Bilder                   | Hof Schultebeyring                                                        | Lengerich Schultebeyringstraße 20 Karte                            | Fachwerkhaus, ehem. Hof Schultebeyring, am Haupthaus liegt der Speicher mit dicht gesetzten Gefachen, erbaut 1750 | 1750                    | 20.06.1986       | 17              |
| weitere Bilder                   | Fachwerkhaus                                                              | Lengerich Osnabrücker Straße 34 Karte                              | Fachwerkhaus, erbaut 1702, gehörte früher zum ehem. Hof Schultebeyring | 1702                    | 20.06.1986       | 18              |
| weitere Bilder                   | Rittergut Haus Vortlage                                                   | Lengerich Vortlager Damm 7 Karte                                   | mittelalterlicher Adelssitz, zweiteilige Gräftenanlage - wasserführend -, 2 Brücken, Remise als Fachwerkbau, ca. 17. Jh. | 17. Jahrhundert         | 08.10.1986       | 19              |
| Hofstelle / Weidenhof            | Hofstelle / Weidenhof                                                     | Lengerich Wechter Straße 42 Karte                                  | erbaut Ende d. 18. Jh., Haupthaus aus Fachwerk in typischer Längsdeelenhausbauweise u. Backhäuschen mit steilen Knaggen u. teilw. bedeckten Kopfbändern | 18. Jahrhundert         | 28.07.1987       | 20              |
| weitere Bilder                   | Fachwerkkotten                                                            | Lengerich Niederringel 33 Karte                                    | Fachwerkkotten, erbaut 1905, Außenansichten u. innere Aufteilung mit Herdfeuer im Flett | 1905                    | 28.07.1987       | 21              |
| weitere Bilder                   | Wohnhaus                                                                  | Lengerich Bahnhofstraße 15 Karte                                   | zweigeschossiges Traufenhaus aus Fachwerk; Seitengiebel als Krüppelwalm Fassadenwand in Schiefer, erbaut 1830 | 1830                    | 18.08.1987       | 22              |
| weitere Bilder                   | Bauernhaus                                                                | Lengerich Dohmanns Straße 4 Karte                                  | Zweiständer-Fachwerkhaus aus dem Jahr 1852, typisches großes Bauernhaus im Tecklenburger Land | 1852                    | 20.07.1988       | 23              |
| Wohn- und Geschäftshaus          | Wohn- und Geschäftshaus                                                   | Lengerich Bahnhofstraße 50 Karte                                   | Backsteinbau mit Putzgliederung in sparsamen Formen der Neurenaissance, um 1900 | um 1900                 | 20.07.1988       | 24              |
| weitere Bilder                   | Wohn- und Geschäftshaus                                                   | Lengerich Bahnhofstraße 56 Karte                                   | zweigesch. Haus mit flachgeneigtem Walmdach, ca. 1900, Fassade aus Machinenziegeln mit Putzornamentik | ca. 1900                | 20.07.1988       | 25              |
| weitere Bilder                   | Wassermühle Worpenberg in Ringel                                          | Lengerich Königsesch 42 Karte                                      | eingängige Korn-, Wasser- und Mahlmühle, um 1859 erbaut. Antrieb durch ein unterschlägiges Wasserrad | um 1859                 | 20.07.1988       | 26              |
| Wohn- und Geschäftshaus          | Wohn- und Geschäftshaus                                                   | Lengerich Münsterstraße 33 Karte                                   | 18. Jh. erbautes Fachwerkhaus, für das Tecklenburger Land typisch die reich profilierten Knaggen an den Vorkragungen des Giebels zur Straße; Denkmal: Fachwerkgebäude u. Anbau in Fachwerkbauweise; nicht die daran anschließenden Wirtschaftsgebäude | 18. Jahrhundert         | 12.10.1989       | 27              |
| Wohnhaus                         | Wohnhaus                                                                  | Lengerich Münsterstraße 37 Karte                                   | 18. Jh. erbautes Fachwerkhaus mit ehem. Wirtschaftsteil u. Querdeele in traufenständiger Lage zur Münsterstraße | 18. Jahrhundert         | 23.09.1989       | 28              |
| Seifenfabrik Rietbrock           | Seifenfabrik Rietbrock                                                    | Lengerich Münsterstraße 18 Karte                                   | ursprünglich: gesamte Anlage der Seifenfabrik einsch. der maschinellen Innenausstattung; 31. Januar 1992: Erlaubnis gem. § 9 Abs. 1a DSchG: Teilabbruch des Baudenkmals mit Ausnahme der an der Münsterstraße gelegenen giebelständigen Häuser; nur Vordergebäude; Fabrikgebäude aus der Denkmalliste gestrichen |                         | 06.03.1990       | 29              |
| weitere Bilder                   | Fachwerkbauernhaus                                                        | Lengerich An der Reithalle 16 Karte                                | auf einem umlaufenden Sandsteinsockel erbautes Zweiständerfachwerkhaus, alter Hofbrunnen an der Traufseite, am Flett |                         | 16.05.1990       | 30              |
| weitere Bilder                   | Schornsteinbehälter Drahtzieherei Gempt                                   | Lengerich Münsterstraße Karte                                      | Objekt ist bedeutend für die Stadt Lengerich, weil es ein anschauliches Dokument u. gleichzeitiges Symbol für die Entwicklung ihrer Wirtschafts- u. Sozialgeschichte darstellt |                         | 24.06.1993       | 31              |
| weitere Bilder                   | ehemalige Stadtkasse                                                      | Lengerich Bergstraße 1 Karte                                       | 2-geschossiges, traufständiges massives Gebäude in klassizistischem Stil |                         | 21.09.1992       | 32              |
| weitere Bilder                   | historisches Hauptgebäude u. die dazugehörende Parkanlage                 | Lengerich Parkallee Karte                                          | symmetrisch angelegte Gebäudegruppe der Südfront, in dessen Mitte die zweitürmige Kapelle liegt, die anschließenden Flügel u. die als Isolierhaus gebaute Gebäudeanlage (Nordseite) |                         | 25.10.1991       | 33              |
| weitere Bilder                   | Landgasthof Prigge-Nordhausen                                             | Lengerich Brochterbecker Straße 60 Karte                           | Haupthaus mit Saalanbau einsch. ehemal. Viehhaus sowie Verbindungstrakt zw. Haupt- u. Viehhaus; Gebäude ist bedeutend f. die Bauerschaft Wechte als alteingesessenes Kolonialwarengeschäft, Herberge u. Schankwirtschaft |                         | 01.06.1994       | 34              |
| weitere Bilder                   | Jüdischer Friedhof                                                        | Lengerich Finkenweg 8 Karte                                        | Große vierseitige Anlage mit 103 Grabsteinen; Friedhof entstand wahrsch. Mitte d. 18. Jh.; Friedhof als sichtbarer Beleg f.die Existenz d. jüd. Glaubensgemeinschaft |                         | 24.03.1994       | 35              |
| weitere Bilder                   | Fachwerkbauernhaus                                                        | Lengerich Schäfers Ruh 8 Karte                                     | Kleines Zweiständerhaus, wohl aus der 1. Hälfte des 19. Jh. in Fachwerkbauweise, Felder mit Backsteinfüllung, Anbau aus 1921 ebenfalls in Fachwerkbauweise mit verputzten Gefachen |                         | 25.03.1993       | 36              |
| weitere Bilder                   | Ackerbürgerhaus                                                           | Lengerich Bahnhofstraße 30 Karte                                   | Statt.Fachwerk-Giebelhaus in Ständerbauweise zu eineinhalb Geschossen mit Deelentor, 1812 erbaut; Giebelschild auf schönen Konsolen vorkragend, eine weitere Vorkragung in der Giebelspitze; Torbogeninschrift | 1812                    | 26.11.1993       | 37              |
| Bauernhaus                       | Bauernhaus                                                                | Lengerich Arelmanns Weg 39 Karte                                   | Fachwerkhaus in Zweiständerbauweise, weiß verputzte Gefache; Sandsteinsockel; Deelentorgiebelseite 1813 datiert, Wohnteilgiebelseite v. 1798; Giebelschild auf Knaggen vorkragend |                         | 01.07.1994       | 38              |
| weitere Bilder                   | Bauernhaus                                                                | Lengerich Sonnenhügeldamm 78 Karte                                 | Großes Fachwerkbauernhaus in Zweiständerbauweise, vermutl. aus d. Jahr 1766, Wirtschaftsteil 1886 bedeutend erweitert. Sandsteinsockel, Wirtschaftsgiebeldreieck ausgefacht, oben m. Krickspann, Wohnteilgiebeldreieck senkrecht verbrettert. Typ. großes Bauernhaus im Tecklenb. Land |                         | 26.09.1994       | 39              |
| weitere Bilder                   | Wohn- und Geschäftshaus Haus Jasper mit Gartenpavillon                    | Lengerich Bahnhofstraße 18 Karte                                   | Dreigeschossiges, dreiachsiges, traufenständiges im historischen Stil errichtetes Gebäude, vermutlich aus dem 18. Jh., um 1900 zur Straßenseite umgebaut. Mittlere Achse des Hauses durch Eingangstür, darüberliegenden Erker und Dachaufbau betont. Der rückwärtige Teil noch in Fachwerkbauweise. Gartenpavillon in Holzleichtbauweise aus der Zeit um 1900. |                         | 26.09.1994       | 40              |
| weitere Bilder                   | Bauernhaus / Doppelkotten                                                 | Lengerich Kuhdamm 16 Karte                                         | Ehem. Doppelkotten. Ca. 250 Jahre alt, mit kleinem Anbau in Firstrichtung, Schornsteinanlage an originaler Stelle. Ständerreihen erhalten, Struktur des Doppelkottens gut überliefert. |                         | 14.03.1995       | 41              |
| weitere Bilder                   | Bauernhaus                                                                | Lengerich Tecklenburger Straße 200 Karte                           | Fachwerkbauernhaus in Vierständerbauweise aus 1824, Längsdeelenhaus, Kamin mit Bosen, tonnengewölbter Keller | 1824                    | 14.03.1995       | 42              |
| weitere Bilder                   | Haus „Im Hook 15“                                                         | Lengerich Im Hook 15 Karte                                         | Siebenachsiges Traufenhaus m. 2 Geschossen; Rundbogenfenster m. profilierten Faschen, Bauzeit 1850/60, schmiedeeiserne Garteneinfriedung | 1850/60                 | 14.03.1995       | 43              |
| Wohn- und Geschäftshaus          | Wohn- und Geschäftshaus                                                   | Lengerich Bahnhofstraße 14 Karte                                   | Stattliches Giebelhaus mit Krüppelwalm. Eingeschossig, Hauskörper Fachwerk, Front massiv und stuckiert. Tür und Fenstergestelle der fünfachsigen Fassade mit spätklassizistischen Rahmungen. Kern des Hauses wohl Ende 18. Jh., Fassade ca. 1880/90 | 18. Jahrhundert         | 06.10.1995       | 44              |
| weitere Bilder                   | Villa                                                                     | Lengerich Bahnhofstraße 72 Karte                                   | Zweigeschossige verputzte Villa aus der Zeit der Jahrhundertwende. Unregelmäßiger Grundriss, u. a. durch Auslucht-Altanbauten. Tür u. Fenster bis auf wenige Ausnahmen original u. in phantasievoller Formgebung |                         | 27.11.1995       | 45              |
| weitere Bilder                   | Bauernhaus                                                                | Lengerich Antruper Esch 2 Karte                                    | Bauernhaus mit kleinem Vorbau. Fachwerkgebäude. Sandsteinerner Sockel, aus Sandstein gemauerter Keller (kaum eingetieft). 1766 errichtet, im 19. Jh. um ein Gefach verlängert. Zweiständerfachwerkgerüst | 1766                    | 29.10.1996       | 46              |
| Wohn- u. Geschäftshaus           | Wohn- u. Geschäftshaus                                                    | Lengerich Münsterstraße 4 Karte                                    | 1897 errichtetes Gebäude, zweigeschossig, wird durch 2 Risalite unterschiedlich betont, schiefergedecktes Walmdach, im Obergeschossbereich ursprüngliche Grundrißaufteilung, ausgemalte Decke im sog. Herrenzimmer |                         | 29.10.1996       | 47              |
| weitere Bilder                   | Fachwerkbauernhaus                                                        | Lengerich Tannenweg 34 Karte                                       | 1774 datiertes u. gut erhaltenes Zweiständer-Fachwerk-Haus aus dem kleinbäuerlichen Bereich; Wohnteilgiebelseite m. zweifach vorkragendem Giebeldreieck auf profilierten Knaggen, die Wirtschaftsgiebelseite einfach vorkragend auf profilierten Knaggen; Gefache weiß verputzt, Satteldach mit Falzziegeln gedeckt. |                         | 17.03.1999       | 48              |
| weitere Bilder                   | Wohn- u. Geschäftshaus                                                    | Lengerich Münsterstraße 13 Karte                                   | Der älteste Teil des Gebäudes ist dendrochronologisch in die Zeit um 1606 zu datieren. Um 1680 wurde das Gebäude zur Straße hin und nach hinten (Wohnteilbereich) vergrößert. Eine rechtsseitige Erweiterung erfolgte um 1709, eine innere Modernisierung um 1810. 1865 erhielt das Gebäude eine neue Giebelfront. 1929 wurde das Haus zu einem Wohn- und Geschäftshaus umgebaut. 1986 ist das Dachwerk saniert worden. |                         | 20.07.1999       | 49              |
| Friedhofskapelle                 | Friedhofskapelle                                                          | Lengerich Friedhofskapelle an der Westfälischen Klinik             | Friedhofskapelle mit anschließendem Torbogen und zweiflügeligem Metalltor. Einschiffiger, rechteckiger Kapellenraum mit dreiseitigem Chorabschluss. Bauanfrage vom 24. Juni 1925. |                         | 02.09.1999       | 50              |
| Windmühlenstumpf                 | Windmühlenstumpf                                                          | Lengerich An der Knemühle 9 Karte                                  | Kombinierte Wind- und Wassermühle; Eintragung im Mühlenregister im Jahr 1814 als „Knemühle in Hohne, Erbpächter Kneemöller, unterschlächtiges Wasserrad, 1 Gang“ |                         | 16.09.1999       | 51              |
| Ehemaliges Pfarrhaus             | Ehemaliges Pfarrhaus                                                      | Lengerich Münsterstraße 19 Karte                                   | Eingeschossiger Fachwerkbau, erstmals schriftlich nachweisbar im Jahr 1721. Wohnhaus der 2. Pfarrstelle der Kirche zu Lengerich; Umbauarbeiten im 19. und zu Beginn des 20. Jahrhunderts |                         | 10.07.2001       | 52              |
| Ehem. Ackerbürgerhaus            | Ehem. Ackerbürgerhaus                                                     | Lengerich Bahnhofstraße 28 Karte                                   | 1½-geschossiges Giebel-Fachwerkhaus mit breitem Krüppelwalm, errichtet wohl im 18. Jahrhundert; Umbauarbeiten im 19. und zu Beginn des 20. Jahrhunderts; bemerkenswerte Ausstattung: die hölzernen Fenster und deren Einteilung, verschiedene alte Türblätter von Kassettentüren, Mettlacher Fliesen im Mittelfur |                         | 17.07.2002       | 53              |
| weitere Bilder                   | Hotelgebäude „Zum Goldenen Löwen“                                         | Lengerich Bahnhofstraße 13 Karte                                   | 5-achsiges Gebäude, im vorderen Teil zweigeschossig mit ausgebautem Dachgeschoss im Schilddach, im hinteren Teil dreigeschossig unter flach geneigtem Satteldach; wahrscheinliche Errichtung in den frühen 1860er Jahren; Renovierungsarbeiten wahrscheinlich im Übergang vom 19. in das 20. Jahrhundert; bemerkenswerte Ausstattung: alte bauzeitliche Holzfenster mit Metallsprossung, die Eingangstür zur Bahnhofstraße, die tragenden Wände, die originalen Fliesen, die Türblätter, die hölzerne Treppe (ohne Treppengeländer) |                         | 19.12.2002       | 54              |
| Fachwerkhaus                     | Fachwerkhaus                                                              | Lengerich Altstadt 9 Karte                                         | Giebelständiges Vierständerhaus, 1745 datiert. Dreischiffiges Gebäude mit weiß verputztem Fachwerk. Die obere Hälfte des Giebeldreiecks ist senkrecht verbrettert. Die rückwärtige Giebelseite hat eine massive vorgesetzte Wand erhalten, im Giebeldreieck ist keine Fachwerkkonstruktion mehr vorhanden. Umbau im Inneren des hinteren Teils des Hauses. Die ursprüngliche Konstruktion mit den niedrigen Böden oberhalb der Zimmer ist entfernt. |                         | 03.03.2004       | 55              |
| weitere Bilder                   | Bauernhaus mit Speicher                                                   | Lengerich Osslagen Weg 16 Karte                                    | Großes Zweiständerfachwerkhaus mit einem Wohnteil, der 1848 und einem Wirtschaftsteil, der 1858 datiert ist. Der Speicher trägt die Jahreszahl 1785. Fachwerkbauernhaus mit Backsteinausfachung auf Sandsteinsockel. Die Wohnteilgiebelseite ist zweifach vorkragend auf profilierten Knaggen, das obere Viertel des Giebeldreiecks ist senkrecht verbrettert. Der Wirtschaftsteil ist an der Giebelseite zweifach vorkragend u. waagerecht verbrettert. Kleine Knaggen über der gesamten Traufseite des Hauses. Der Fachwerkspeicher ist 6 Gebinde lang, zweigeschossig unter Satteldach mit vorkragenden Giebeldreiecken auf Knaggen. |                         | 18.05.2004       | 56              |
| weitere Bilder                   | Wohnhaus                                                                  | Lengerich Höster Straße 6 Karte                                    | 1,5-geschossiges Gebäude unter Krüppelwalmdach, an der Traufseite mit zweigeschossigem Mittelrisalit. Teil d. Denkmals sind der Veranda-Anbau, die Grundrissstruktur mit dem lang gezogenen durchgehenden Flur, die Zimmeraufteilung im Erdgeschoss und die Aufteilung des Obergeschosses. Teil des Denkmals sind die Stuckdecken in den Zimmern, die Fußböden, die Treppe mit dem Treppengeländer u. die Türen |                         | 22.06.2004       | 57              |
| weitere Bilder                   | Bauernhaus, Heuerhaus                                                     | Lengerich Kallweger Feld 35 Karte                                  | Kleines, fachwerkenes Bauernhaus, 1905 datiert. Vierständerfachwerkhaus auf Sandsteinsockel, Satteldach. An der Wirtschaftsgiebelseite im oberen Drittel senkrecht verbrettert. Die Wohnteilgiebelseite ist waagerecht verbrettert, jedoch nicht über die ganze Breite, sondern ca. zur Hälfte. Besonders großer Wohnteil. Sehr spätes Beispiel eines Heuerhauses des Tecklenburger Landes. |                         | 14.06.2005       | 58              |
| weitere Bilder                   | Bauernhaus mit Speicher                                                   | Lengerich Rethstraße 53 Karte                                      | Großes Fachwerkbauernhaus in Vierständerbauweise unter Satteldach. Sandsteinsockel. Wohnteil im Kamin 1764 datiert, Wirtschaftsteil im Deelentor 1789 datiert. Der Speicher 1819 datiert, Fachwerk mit Backsteinausfachung, Türsturz mit Inschrift u. Datierung. Satteldach. Im rückwärtigen Bereich ein Backofen aus Lehm. Die Gebäude sind in vollem Umfang denkmalwert. |                         | 30.10.2009       | 59              |
| weitere Bilder                   | Wohnhaus                                                                  | Lengerich Im Hook 13 Karte                                         | Ende des 19. Jahrhunderts errichtet, 1927 erweitert. Das freistehende Wohnhaus ist ein eingeschossiges, traufenständiges, verputztes Haus unter Walmdach mit Mittelrisalit zur Straße hin. Im Südwesten befindet sich ein Türmchen mit Schieferdach. Das Gebäude steht auf einem hohen Sockel und hat einen symmetrischen Grundriss. | 19. Jahrhundert         | 18.07.2011       | 60              |
| BW                               | Mühlenstumpf                                                              | Lengerich Niederringel 91 Karte                                    | Walldurchfahrtsholländer-Windmühle. Neu errichtet an Stelle einer durch Blitzschlag geschädigten Galerieholz-Holländerwindmühle. Wohl 1872 in Betrieb gegangen. An erkennbarer mühlentechnischer Ausstattung sind noch vorhanden: zwei Steingänge mit zugehörigen Antriebsspindeln, der zentrale König mit den Stirnrädern und weitere Komponenten - so Teile des Sackaufzuges - im ehemaligen Kappenbereich, dem heutigen Dachbereich. |                         | 27.06.2012       | 61              |
| weitere Bilder                   | Villa                                                                     | Lengerich Münsterstraße 45 Karte                                   | Zweistöckiges, massives, verputztes Gebäude auf einem hohen Sockel unter einem mit roten Ziegeln gedecktem Dach, 1905 datiert. Das Gebäude befindet sich im Wesentlichen unter einem flach geneigten Walmdach, das auf jeder Seite Einschnitte für einen Risalit unter einem Satteldach und mit einem klassizistischen Dreiecksgiebel hat. Beide Wohnzimmer haben Charakter eines historistischen Gebäudes mit der entsprechenden Deckengestaltung. Fenster zeigen historistische Teilungen, teilweise bauzeitlich und aus Holz. Teilweise wurden Fenster in Anlehnung an die alten Fenster in Kunststoff nachgebaut.                   |                         | 20.12.2013       | 62              |
| weitere Bilder                   | Ehemaliger Reichsbahntunnel (Osttunnel)                                   | Lengerich Karte                                                    | Ehemaliger Reichsbahntunnel in Lengerich der Bahnstrecke Venlo–Hamburg. Bauzeit 1870/1871. Tunnel durchstößt auf Länge von 768 m einen Gebirgszug des Teutoburger Waldes. Diente Ende des Zweiten Weltkrieges als unterirdische Rüstungsfabrik für Flugzeugteile, in der unter grausamen Bedingungen vor allem Häftlinge aus dem Konzentrationslager Neuengamme bei Hamburg beschäftigt wurden. | 1870/1871               | 28.05.2015       | 63              |
|                                  | Werkstätten von um 1923 des Bahnwerks der TWE (Teutoburger Waldeisenbahn) | Lengerich Gelände der Teutoburger Waldeisenbahn an Lienener Straße | Das Denkmal umfasst die zweiständige Reparaturhalle, die Schlosserei und die Schmiede mit den Schornsteinen. |                         | 23.02.2016       | 64              |